# بتل (آلاسکا)
بتل (به انگلیسی: Bethel) شهری در ناحیه بتل ایالت آلاسکا است که جمعیت آن در سرشماری سال ۲۰۰۰ میلادی 6080 نفر بوده‌است.